# El Berrocal de La Data
El Berrocal de La Data es un paraje natural localizado al oeste de la Comunidad Autónoma de Extremadura en el término municipal fronterizo de Valencia de Alcántara (Cáceres) que fue declarado monumento natural en marzo de 2021.

## Historia
En marzo de 2021 la Junta de Extremadura declaró este paraje monumento natural, tras considerar el proyecto presentado por la Asociación para el Fomento Económico y Social de Valencia de Alcántara (AFESVAL).
Fue el quinto monumento natural declarado por el gobierno extremeño junto con la Mina La Jayona, Cuevas de Fuentes de León, Los Barruecos y Cueva de Castañar de Ibor. 
Está enmarcado en el geológicamente denominado Batolito de Nisa-Alburquerque, una alargada masa granítica formada durante la Orogenia Varisca, de rocas ígneas datadas geo-cronológicamente en 284 millones de años donde cabe destacar también sus cinco dólmenes (Data I, Data II, El Mellizo, Cajirón I y Cajirón II) y sus pinturas rupestres en el abrigo rocoso de Puerto Roque descubiertas en marzo del año 2012.
La resistencia y dureza naturales que localmente han tenido los granitos de esta zona han creado un relieve que no ha hecho sino ensalzar paisajísticamente el berrocal parcialmente erosionado por los agentes meteóricos y sobre el cual el ser humano se instaló hace miles de años, creando una cultura megalítica a su alrededor propia de esta zona fronteriza entre España y Portugal.